# Andreas Peter Bernstorff-Mylius
Andreas Peter greve Bernstorff-Mylius (10. juli 1882 i Helsingør – 14. april 1949) var en dansk kammerherre, hofjægermester, cand.agro. og godsejer (Kattrup Gods). 
Søn af kammerherre, hofjægermester og godsejer Ulrich Johan August greve Bernstorff-Mylius (1847-1930) og Marie Louise komtesse Raben-Levetzau (1856-1934) 
Godsejer til Kattrup
Den 23. august 1912 blev han i Kastelskirken viet til Elisabeth baronesse Reedtz-Thott (født 3. juli 1890), datter af kammerherre, hofjægermester, Ritmester (hæren) Frederik Axel Ludvig August baron Reedtz-Thott og Sophie Magdalene Pauline baronesse Berner-Schilden-Holsten.
Står i Kraks Blå Bog